# 交换式局域网
交换式局域网是指以数据链路层的帧或更小的数据单元（信元）为数据交换单位，以交换设备为基础构成的网络。
交换机为每个端口提供专用的带宽，每个站点有一条专用链路连接到交换机的一个端口，这样每个站点都可以独享通道，独享带宽。
交换式局域网的核心设备是局域网交换机，局域网交换机可以在它的多个端口之间建立多个并发连接。
典型的交换式局域网是交换式以太网（Switched Ethernet），它的中心部件是以太网交换机（Ethernet Switch）。以太网交换机可以有多个端口，每个端口可以单独与一个节点连接，也可以与一个共享介质式的以太网集线器（Hub）连接。

## 特点
交换式局域网主要有如下几个特点：
1. 独占传输通道，独占带宽，允许多对站点同时通信；
2. 灵活的接口速度；
3. 高度的可扩充性与网络延展性；
4. 易于管理，便于调整网络负载的分布，有效地利用网络带宽；
5. 交换式局域网可以与现有网络兼容；
6. 可以互联不同标准的局域网。